# Prezbiterianizm

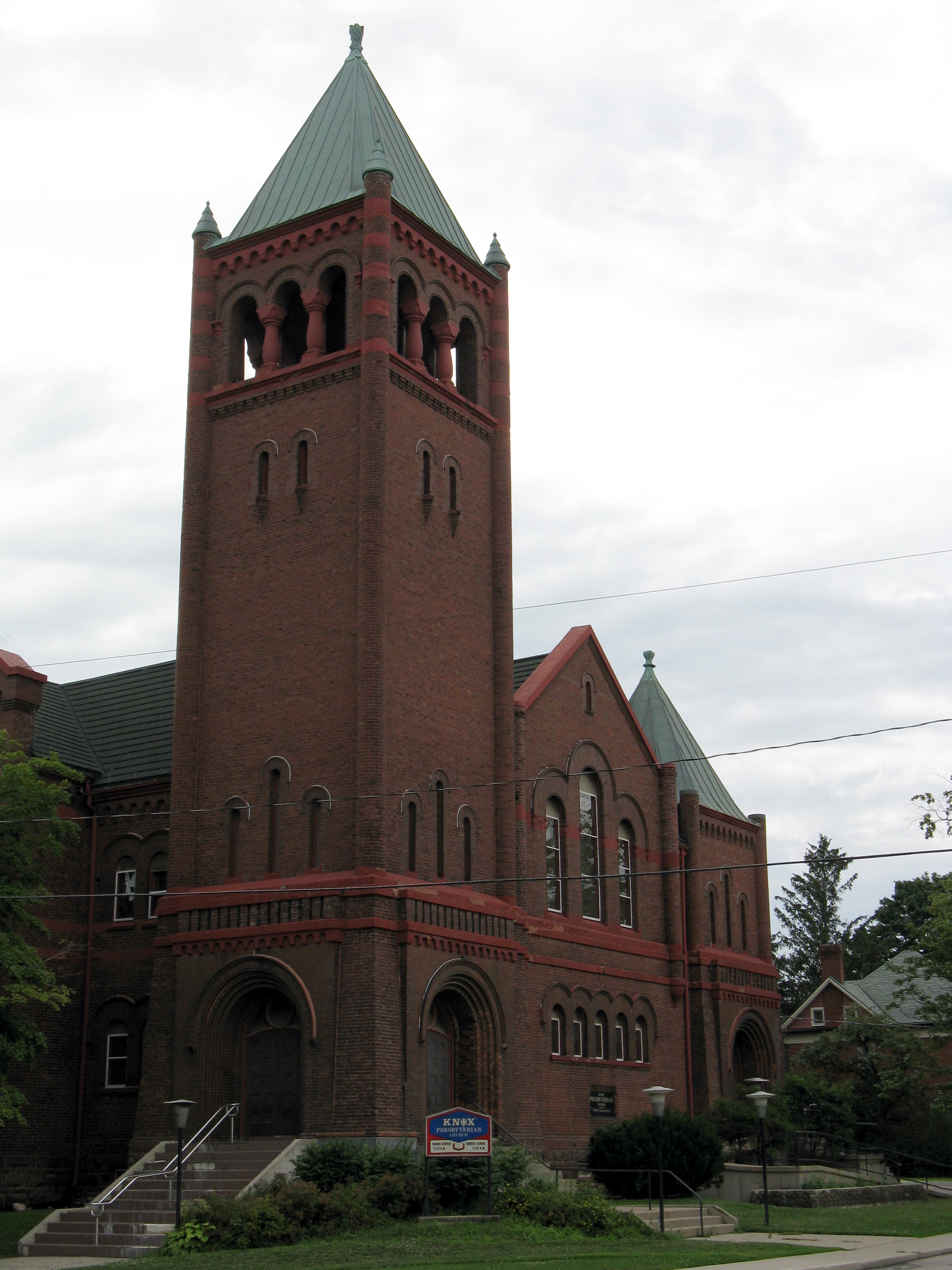
Knox Presbyterian Church – kościół prezbiteriański w Woodstock

Prezbiterianizm (z gr. πρεσβύτερος, „starszy”) – krąg protestanckich Kościołów reformowanych charakteryzujących się ustrojem opartym na władzy prezbiterów, czyli starszych zborów (duchownych i świeckich).

## Historia
Kościoły prezbiteriańskie swoją genezę wywodzą z reformacji szwajcarskiej. Tam struktura kościelna składająca się z pastorów, doktorów, konsystorza czy diakonów została wprowadzona w życie przez Jana Kalwina najpierw w Genewie, a później przyjęta przez pozostałe wspólnoty reformowane w Europie. Na Wyspach Brytyjskich idee struktury prezbiteriańskiej zaczęły rozprzestrzeniać się za panowania Edwarda VI, a jedną z pierwszych struktur wprost wdrażających te rozwiązania stał się zorganizowany przez polskiego reformatora Jana Łaskiego Kościół cudzoziemski, zrzeszający zamieszkujących Londyn emigrantów religijnych z kontynentu. 
Głównym propagatorem prezbiterianizmu był Szkot, John Knox, który studiował wraz z Janem Kalwinem w Genewie. Za początek prezbiterianizmu przyjmuje się ogłoszenie tzw. Księgi Dyscypliny w 1560 na powszechnym zgromadzeniu Kościoła Szkockiego.
Ogłoszona w niej doktryna:
- znosiła urząd biskupi oraz tworzyła urząd ministra (pastora) i prezbitera, czyli starszego
- głosiła hasła „oczyszczenia” Kościoła anglikańskiego

Główne Kościoły prezbiteriańskie to: Kościół Prezbiteriański Korei, Kościół Prezbiteriański Wschodniej Afryki, Kościół Prezbiteriański Nigerii, Kościół Prezbiteriański w Brazylii, Kościół Szkocji i Kościół Prezbiteriański USA. W Polsce przedstawicielem tegoż nurtu jest Kościół Ewangelicko-Prezbiteriański w Polsce.
Prezbiterianizm w Ameryce został przeszczepiony ze Szkocji i Irlandii. Pierwszy amerykański zbór prezbiteriański został zorganizowany w Filadelfii w 1706. Pierwsze Walne Zgromadzenie Prezbiteriańskiego Kościoła w Stanach Zjednoczonych Ameryki, odbyło się w tym mieście w 1789. Zgromadzenie zostało zwołane przez pastora Johna Witherspoona.

## Wybitni teologowie i duchowni prezbiteriańscy
- Thomas Chalmers
- Charles Hodge
- R.C. Sproul
- Billy Sunday

## Inni znani prezbiterianie
Ośmiu prezydentów Stanów Zjednoczonych identyfikowało się z nurtem prezbiteriańskim. Są to: 
- Donald Trump
- James Buchanan
- Andrew Jackson
- Grover Cleveland
- Benjamin Harrison
- Woodrow Wilson
- Dwight D. Eisenhower
- Ronald Reagan

Prezbiterianami byli także:
- brytyjski inżynier, konstruktor maszyny parowej James Watt.
- Lucy Maud Montgomery[5][6]